# ستيف جو
ستيف جو (بالإنجليزية: Steve Joe)‏ هو كاتب سيناريو أمريكي.

## وصلات خارجية
- ستيف جو على موقع IMDb (الإنجليزية)
- ستيف جو على موقع قاعدة بيانات الفيلم (الإنجليزية)